# Собисевич, Леонид Евгеньевич
Леонид Евгеньевич Собисевич (27 апреля 1930 — 5 декабря 2020) — доктор технических наук, профессор, заслуженный деятель науки Российской Федерации, главный научный сотрудник Лаборатории прикладной геофизики и вулканологии Института физики Земли имени О. Ю. Шмидта РАН. Академик Российской Академии естественных наук, заместитель директора Государственного научно-исследовательского центра прогнозирования и предупреждения глобальных геофизических и техногенных катастроф. Учёный секретарь Научного совета по прикладной геофизике РАН и Государственной научно-технической программы «Глобальные изменения природной среды и климата», председатель правления Межрегионального фонда социальной защиты населения от последствий радиационных и геоэкологических катастроф.

## Биография
Родился 27 апреля 1930 г. в селе Малый Бобрик Краснопольского района Сумской области.
В 1948 г. окончил 4-ю среднюю школу в г. Сумы. В 1949 г. поступил в Высшее военно-морское инженерное училище имени Ф. Э. Дзержинского. В марте 1955 г. Леонид Евгеньевич с отличием окончил Высшее Военно-морское училище инженеров оружия. Приказом Министра Военно-морского флота Советского Союза Н. Г. Кузнецова был оставлен в очной адъюнктуре училища.
После окончания адъюнктуры в 1958 г. проходил службу в ВМФ и научно-исследовательских институтах Министерства обороны СССР, занимая должности младшего научного сотрудника, старшего научного сотрудника и начальника лаборатории минного оружия Высшего Военно-морского училища подводного плавания им. Ленинского комсомола. Затем проходил службу в научно-исследовательских институтах Министерства обороны СССР до 1999 года. С 1975 года Л. Е. Собисевич работал членом секции прикладных проблем при Президиуме РАН, а с 1989 года, после увольнения в запас, — главным научным сотрудником Института физики Земли имени О. Ю. Шмидта РАН.
В 1962 г. Л. Е. Собисевич защитил кандидатскую диссертацию, а в 1965 г. ему было присвоено учёное звание старшего научного сотрудника по специальности «Автоматическое управление и регулирование авиационного оружия». В 1975 г. приказом Министра Обороны СССР он был назначен на должность члена Секции прикладных проблем при Президиуме РАН, а с 1989 года, после ухода в отставку, — главный научный сотрудник Лаборатории прикладной геофизики и вулканологии ИФЗ им О. Ю. Шмидта РАН.

## Научная деятельность
В 1962 г. у Л. Е. Собисевича выходит монография, в которой впервые даётся теоретическое объяснение ряду физических явлений, возникающих при выбросе турбулентных струй газа в жидкость. Монография обобщает все его ранние работы и до сегодняшнего дня является основополагающей научной работой по этой проблематике.
В 1973 г. Л. Е. Собисевич успешно защищает докторскую диссертацию, в которой решает проблему гидроакустической совместимости специализированных средств и систем вооружения ВМФ при комплексном использовании в операциях на морских театрах. Учёное звание профессора по кафедре «Морские информационно-измерительные системы» присвоено в 1981 г.
Научные интересы Л. Е. Собисевича были сосредоточены на ключевых проблемах гидроакустики, прикладной геофизики и гидрофизики, включая такие разделы:
- теория и методы экспериментальных исследований геофизических и гидрофизических (акустических, гидроакустических, сейсмических, гидродинамических и электромагнитных) полей;
- мониторинг волновых процессов, которые генерируются в литосфере и других геосферах в результате внешних и внутренних влияний, с учётом эволюции локализированных неоднородных структур.

Научное творчество и достижения представлены в более чем 200 научных работах и изобретениях, из которых 140 работ и 12 оригинальных монографий опубликованы уже после защиты докторской диссертации.

## Семья
- Брат — Собисевич, Владимир Евгеньевич (1918—1943), командир отдельного лыжного батальона 104-й стрелковой дивизии[2].

- Сын — Собисевич, Алексей Леонидович — геофизик, член-корреспондент РАН.

## Награды
- Премия Совета Министров СССР;
- Заслуженный деятель науки Российской Федерации